# George Bliss
George Bliss (Jericho, 1 de Janeiro de 1813 – Wooster, 24 de Outubro de 1868) foi um membro da Câmara dos Representantes dos Estados Unidos por Ohio.

## Biografia
Nasceu em Jericho, Vermont. Estudou na Granville College. Mudou-se para Ohio em 1832, estudou direito com David Kellogg Cartter, foi admitido na ordem em 1841 e tornou-se sócio de Cartter em Akron, Ohio.
Bliss foi Prefeito de Akron em 1850. Em 1850 foi nomeado o presidente do tribunal do oitavo distrito judicial e continuou no cargo até que o cargo fosse suspenso depois de uma mudança constitucional.
Foi eleito ao trigésimo terceiro congresso (4 de Março de 1853 - 3 de Março de 1855) como um Democrata. Posteriormente, retirou sua candidatura para a reeleição. Continuou advogando em Wooster, Ohio. Em 1858, foi o principal advogado e promotor do caso Oberlin–Wellington Rescue, auxiliando George Belden de Canton, o Procurador-Geral dos Estados Unidos do Distrito Norte de Ohio, na acusação. Ambos os conspiradores foram considerados culpados pelo júri no tribunal do juiz Hiram V. Willson e punidos.
Casou-se com Sarah J. Fish de Williamstown, Nova York e tiveram cinco filhos. Depois que Bliss morreu, sua família mudou-se para Brooklyn, Nova York.
George Bliss morreu em Wooster, Ohio no dia 24 de outubro de 1868 e está sepultado no Cemitério Oak Hill.